# Системы автоматической стабилизации
Системы автоматической стабилизации — разновидность систем автоматического регулирования, в которых на протяжении определенного промежутка времени регулируемый параметр поддерживается на заданном постоянном уровне.

## Основные сведения

### Задача системы стабилизации
Основной задачей системы автоматической стабилизации является сведение к наименьшему значению сигнала рассогласования. При уменьшении сигнала рассогласования значение регулируемого параметра стремится к заданному.
Регулируемая величина должна оставаться на постоянном уровне, несмотря на влияние внешних действующих возмущений, с допустимой ошибкой. Влияние действующих возмущений вызывают отклонение регулируемой величины от заданного значения. Отклонение регулируемой величины определяется разницей между её значением в определенный момент времени и заданным значением.

### Принцип работы систем стабилизации
Систему стабилизации от других видов систем автоматического регулирования отличает различие в задающем элементе структурной схемы. При работе системы регулируемая величина постоянно сравнивается с установкой регулятора. Установкой регулятора является управляющее воздействие постоянной величины.

## Примеры использования систем автоматической стабилизации
Системы автоматической стабилизации предназначены для регулирования скорости, напряжения, температуры, давления; например, стабилизатор курса самолёта и т. д.
Для парогенераторов постоянными, благодаря системам стабилизации, поддерживаются следующие параметры: температура пара, уровень воды в барабане, давление в топке и др.